# ディズレーリ (1929年の映画)
『ディズレーリ』 (Disraeli) は、アルフレド・E・グリーン (Alfred E. Green) が監督し、ワーナー・ブラザースが配給した1929年のアメリカ合衆国の歴史映画で、1911年にルイス・N・パーカー (Louis N. Parker) が発表した戯曲『ディズレーリ (Disraeli)』を基に、ジュリアン・ジョセフソン (Julien Josephson) とデ・レオン・アンソニー (De Leon Anthony) が翻案した作品である。
主演は、ジョージ・アーリスで、イギリスの首相ベンジャミン・ディズレーリを演じた。アーリスはこの作品の演技によって、第3回アカデミー賞においてアカデミー主演男優賞を獲得した。筋書きは、スエズ運河を買収しようとするイギリスの計画と。それを阻止しようとふたりのスパイたちの工作を軸に展開していく。
原作となった1911年のブロードウェイの演劇や、1917年のリバイバル上演、また、サイレント映画として制作された1921年の同名の映画と同様に、アーリスの妻フローレンス (Florence) が、主人公の相手役であるディズレーリの妻メアリ・アン（ビーコンズフィールド伯爵夫人）(Mary Anne (Lady Beaconsfield)) 役で出演している。

## あらすじ
1874年、イギリス帝国の創出を狙ったディズレーリの野心的な外交政策は、彼の最大のライバルであるウィリアム・グラッドストンの演説の後、庶民院によって否決された。その後、ディズレーリは、浪費家であるカディーブ（Khedive：オスマン帝国のエジプト総督）が資金を必要としており、スエズ運河を支配する株式を売却する意向がある、といううれしい知らせを受け取る。運河の買収は、インド支配を保障することにもつながる策であったが、イングランド銀行総裁マイケル・プロバート (Michael Probert) はディズレーリに対して、そのような計画には断固反対であると明言される。ディズレーリは有力なユダヤ人銀行家のヒュー・マイヤーズ (Hugh Myers) を呼び寄せる。
一方、チャールズ・ディーフォード卿 (Lord Charles Deeford) は、レディ・クラリッサ・ピーヴェンシー (Lady Clarissa Pevensey) に求婚する。彼女は彼を愛しているが、結婚の申し出は断ってしまう。彼には富があり、社会的地位も高く、それを楽しんで満足しているが、彼女が夫に求めるような野心には欠けていた。さらに、彼女は首相ディズレーリを大いに尊敬していたが、チャールズは首相について特に何の意見ももっていなかった。ディズレーリは、この青年の将来を思い、クラリッサを幸せにしたいと考え、自分のために働くようチャールズを説得し、運河の買収計画を話す。
しかし、ディズレーリはチャールズに、スパイたちのことは話さなかった。インドへの進出を狙っていたロシア帝国は、ディズレーリを監視するためにふたりのスパイを送っていた。最上流の社交界にも出入りできたトラヴァース夫人 (Mrs. Travers) と、フォルジャンベ氏 (Mr. Foljambe) である。ディズレーリはこれを見抜いた上で、相手を欺くためフォルジャンベを公設個人秘書に雇い入れた。フォルジャンベはチャールズに、マイヤーズが運河買収の資金を提供するのかと尋ね、チャールズは何も言わなかったが、その態度から答えは明らかで、フォルジャンベは正しく察した。トラヴァース夫人は、出国して本国に警告するようフォルジャンベに指示する。
ディズレーリは、程なくして事態を把握する。直ちにカディーブに使者を送ることを決めたディズレーリに、クラリッサはチャールズを派遣することを勧める。チャールズは、株式の代金としてマイヤーズの小切手を受け取るようカディーブを説得し、クラリッサに自分の真価を証明する。
ディズレーリは、知らせを受けて喜ぶ。しかし、マイヤーズがやって来て、彼の銀行業務が破壊工作によって破産の危機に向かっていることを告げる。小切手は無価値になる。ディズレーリはマイヤーズに、状況を今しばらく秘匿するよう告げる。トラヴァース夫人が様子を探りにやってくるが、ディズレーリが彼女に買収の件を知らせると、彼女は勝ち誇ったように自分がマイヤーズへの破壊工作で有用な役割を担っていることを認める。
ディズレーリは、プロバートを呼び寄せることを即断する。プロバートは最初は支援を断るが、ディズレーリは、議会を動かして銀行への特許を取り消させるぞとプロバートを脅し、無理矢理、メイヤーズへの無制限の資金提供を認める書類に署名させる。プロバートが退場した後、ディズレーリは妻とクラリッサに、さっきのはハッタリだったと告白する。メイヤーズの支払い能力は回復され、取引は済み、このディズレーリの策の成功によって、ヴィクトリア女王は「インド女帝」の称号を新たに用いることになった。

## キャスト
- ジョージ・アーリス - ベンジャミン・ディズレーリ
- ドリス・ロイド (Doris Lloyd) - トラヴァース夫人
- デヴィッド・トレンス (David Torrence) - マイケル・プロバート卿（イングランド銀行総裁）
- ジョーン・ベネット - レディ・クラリッサ・ピーヴェンシー
- フローレンス・アーリス - ビーコンズフィールド伯爵夫人メアリ（現実のディズレーリの妻メアリは、1872年に死去している）
- アンソニー・ブッシェル (Anthony Bushell) - チャールズ・ディーフォード卿
- マイケル・ヴィサロフ (Michael Visaroff) - ボルシノフ伯爵 (Count Borsinov)
- マーガレット・マン (Margaret Mann) - ヴィクトリア女王（クレジットなし）
- アイヴァン・シンプソン (Ivan Simpson) - サー・ヒュー・マイヤーズ (Hugh Myers)（クレジットなし）

## 制作
この作品よりも前の1929年に、本作同様アーリスが主演した映画『緑の女神 (The Green Goddess)』が完成していたが、 アーリスが、自分にとってのトーキー映画デビュー作品としては、本作の方が好ましいと考えたためにお蔵入りとなり、1930年まで公開が先延ばしにされた。本作以前にも、いずれも「ディズレーリ (Disraeli)』と題された、パーカーの戯曲に基づくサイレント映画が2作品制作されていた。『ディズレーリ (Disraeli)』 (1916年)』はイギリスの映画会社 NB Films が制作した。『ディズレーリ (Disraeli)』 (1921年) は、アーリス自身の制作会社 Distinctive Productions が制作し、ユナイテッド・アーティスツが配給した。

## 保存
この作品は、もともとヴァイタフォンのサウンド・オン・ディスクで制作されていたが、1934年にサウンド・オン・フィルムの技術に転換され、再公開され、このときのフィルムが現存している。全体として、サウンドトラックのための領域を確保するため、画面の左側がはっきりわかるくらい削られているが、オープニングとエンドロールは、画面の中央に文字が来るようる作り直されている。検閲コード以前に制作された映画であったため、サウンドトラックへの転換の際に、合わせて3分ほどの映像が削除されているが、この部分は失われて現存しないものと考えられている。

## 受賞
この映画は、第3回アカデミー賞で3部門にノミネートされた。 
- ジョージ・アーリスは主演男優賞を獲得し、この賞について、イギリス人最初の受賞者、リメイクされた映画での最初の受賞者、過去に別の映画で演じた役を再演しての最初の受賞者となった。
- この作品は、作品賞にもノミネートされたが、受賞したのは『西部戦線異状なし』であった。
- 脚本を書いたジュリアン・ジョセフソンは、当時脚本に関して与えられていた唯一の賞であった脚本賞にノミネートされたが、受賞したのは『ビッグ・ハウス』のフランシス・マリオンであった。後年の制度であれば、脚色賞にノミネートされていたことだろう。

この作品には、1929年に『Photoplay』誌から栄誉賞 (Medal of Honor) が授与された。